# Aphis rubifolii
Aphis rubifolii är en insektsart. Aphis rubifolii ingår i släktet Aphis och familjen långrörsbladlöss. Inga underarter finns listade i Catalogue of Life.